# Robert Trebor
Robert Trebor, all'anagrafe Robert Schenkman (Filadelfia, 7 giugno 1953 – Los Angeles, 11 marzo 2025), è stato un attore statunitense, conosciuto soprattutto per aver interpretato la parte di Salmoneo nella serie televisiva Hercules, trasmessa negli USA dal 1995 al 1999.

## Biografia
Iniziò la carriera da attore prendendo lezioni di recitazione e partecipando a gruppi teatrali nella sua città di nascita, Filadelfia. Vinse anche numerosi premi di concorsi cinematografici cortometraggi Kodak, e il locale di Filadelfia ABC e PBS affiliati per un cortometraggio in bianco e nero chiamato Communicate!?. Fu diretto da importanti registi quali Woody Allen, Oliver Stone, Roland Emmerich.

## Filmografia

### Cinema
- Il mostro è dietro l'angolo (Face of Fire), regia di Albert Band (1959)
- Una 44 magnum per l'ispettore Callaghan (Magnum Force), regia di Ted Post (1973)
- Gorp, regia di Joseph Ruben (1980)
- The First Time, regia di Charlie Loventhal (1981)
- La rosa purpurea del Cairo (The Purple Rose of Cairo), regia di Woody Allen (1985)
- Turk 182, regia di Bob Clark (1985)
- The Sex O'Clock News, regia di Romano Vanderbes (1985)
- 52 - Gioca o muori (52 Pick-Up), regia di John Frankenheimer (1986)
- Cercasi l'uomo giusto (Making Mr. Right), regia di Susan Seidelman (1987)
- Demonio amore mio (My Demon Lover), regia di Charlie Loventhal (1987)
- Talk Radio, regia di Oliver Stone (1988)
- I nuovi eroi (Universal Soldier), regia di Roland Emmerich (1992)
- The Nutt House, regia di Adam Rifkin (1992)
- L'uomo ombra (The Shadow), regia di Russell Mulcahy (1994)
- Dying on the Edge, regia di William R. Greenblatt (2001)
- Jiminy Glick in Lalawood, regia di Vadim Jean (2004)
- Nata per vincere (Raise Your Voice), regia di Sean McNamara (2004)
- Meet Market, regia di Charlie Loventhal (2004)
- La casa del diavolo (The Devil's Rejects), regia di Rob Zombie (2005)
- Hip-Hop Headstrong, regia di Daron Fordham - cortometraggio (2010)
- JoAnne, regia di Brian Herskowitz - cortometraggio (2011)
- Ave, Cesare! (Hail, Caesar!), regia di Joel ed Ethan Coen (2016)

### Televisione
- Le strade di San Francisco (The Streets of San Francisco) – serie TV, episodi 1x19-1x23-2x08 (1973)
- Fuori nel buio (Out of the Darkness), regia di Jud Taylor – film TV (1985)
- Miami Vice – serie TV, episodio 2x02 (1985)
- Simon & Simon – serie TV, episodio 5x22 (1986)
- Joe Bash – serie TV, episodi 1x1-1x3 (1986)
- Frank's Place – serie TV, episodi 1x19 (1988)
- Baywatch – serie TV, episodi 1x09 (1989)
- Il cane di papà (Empty Nest) – serie TV, episodi 2x09 (1989)
- Murphy Brown – serie TV, episodio 1x19 (1989)
- Giudice di notte (Night Court) – serie TV, episodio 8x09 (1990)
- Parker Lewis (Parker Lewis Can't Lose) – serie TV, episodio 2x03 (1991)
- I giustizieri della notte (Dark Justice) – serie TV, episodi 2x06 (1992)
- I racconti della cripta (Tales from the Crypt) – serie TV, episodio 4x05 (1992)
- Le avventure del giovane Indiana Jones (The Young Indiana Jones Chronicles) – serie TV, episodi 2x08 (1993)
- Hercules e il regno perduto (Hercules: The Legendary Journeys - Hercules and the Lost Kingdom), regia di Harley Cokeliss – film TV (1994)
- Hercules (Hercules: The Legendary Journeys) – serie TV, 22 episodi (1995-1999)
- Xena - Principessa guerriera (Xena: Warrior Princess) – serie TV, 4 episodi (1996-1999)
- Boomtown – serie TV, episodio 1x13 (2003)
- Wedding Daze, regia di Georg Stanford Brown – film TV (2004)

## Doppiatori italiani
Nelle versioni in italiano delle opere in cui ha recitato, Robert Trebor è stato doppiato da:
- Vittorio Battarra in Hercules e il regno perduto, Hercules, Xena - Principessa guerriera
- Roberto Del Giudice in 52 - Gioca o muori
- Giorgio Lopez in Talk Radio
- Emidio La Vella in Ave, Cesare!